# S.S. Lazio Calcio a 5 1997-1998
Questa pagina raccoglie i dati riguardanti la S.S. Lazio Calcio a 5, squadra di calcio a 5 militante in serie A, nelle competizioni ufficiali del 1997-1998.

## Organico
| N° | Naz.               | Ruolo      | Sportivo              | Anno     |  |  |
| -- | ------------------ | ---------- | --------------------- | -------- |  |  |
|    | Italia (bandiera)  | POR        | Gianfranco Angelini   | 21.07.74 |  |  |
|    | Italia (bandiera)  | PIV        | Mirko Antonazzi       | 03.07.74 |  |  |
|    | Italia (bandiera)  | UNI        | Roberto Baroni        | 06.06.71 |  |  |
|    | Italia (bandiera)  | PIV        | Aurelio Bussu         | 10.03.68 |  |  |
|    | Italia (bandiera)  | LAT        | Francesco Ceccaroni   | 13.11.71 |  |  |
|    | Italia (bandiera)  | DIF        | Luciano Coscarella    | 13.12.70 |  |  |
|    | Italia (bandiera)  | DIF        | Lorenzo Cristofanilli | 03.11.75 |  |  |
|    | Italia (bandiera)  | LAT        | Filippo Feliziani     | 10.10.72 |  |  |
|    | Italia (bandiera)  | UNI        | Roberto Lelli         | 09.05.74 |  |  |
|    | Brasile (bandiera) | PIV        | Leonardo              | --.--.70 |  |  |
|    | Italia (bandiera)  | UNI        | Fabrizio Marcucci     | 23.10.69 |  |  |
|    | Italia (bandiera)  | PIV        | Roberto Matranga      | 15.06.69 |  |  |
|    | Italia (bandiera)  | UNI        | Paolo Minicucci       | 22.05.66 |  |  |
|    | Italia (bandiera)  | LAT        | Alessio Musti         | 12.05.74 |  |  |
|    | Italia (bandiera)  | POR        | Marco Ripesi          | 26.05.71 |  |  |
|    | Italia (bandiera)  | LAT        | Fabrizio Rondoni      | 19.06.69 |  |  |
|    | Italia (bandiera)  | Allenatore | Agenore Maurizi       | 20.07.64 |  |  |